# Станіслав Янович Кезгайло
Станіслав Я́нович Кезга́йло (близько 1451—1527; Вільна) — державний і військовий діяч Великого князівства Литовського, гетьман великий литовський.

## Біографія
Походив із знатного литовського боярського роду Кезгайлів. Батько — Ян Кезгайло — староста Жмудський, каштелян віленський і троцький. Станіслав у майбутньому займав ці ж посади. Він був старостою жмудським з 1486 по 1527 рік, каштеляном троцьким з 1499 по 1522 і віленським з 1522 по 1527 рік.
5 лютого 1494 підписав від литовської сторони вічний мир з Великим князівством Московським, що поклав кінець московсько-литовській війні 1487—1494 років, за яким велика частина земель Верховських князівств відходило до Московського князівства, яке повертало Литві зайняті Любутськ, Серпейськ, Мосальськ, Опаку і відмовилося від претензій на Смоленськ і Брянськ. Станіслав також сватав великого князя литовського Олександра дочці московського князя Івана III Олені.
У 1501 поряд з іншими учасниками Мельникської угоди був вигнаний з ради Великого князівства Литовського. У 1501 році замість Семена Гольшанського Станіслав став великим гетьманом литовським. Але обіймав цю посаду тимчасово, поки з Москви не повернувся з полону колишній гетьман Костянтин Острозький, захоплений під час битви над Ведрошею, в якій командував литовським військом. У 1503 Станіслав передав гетьманські повноваження Станіславу Кішку.
Одружувався тричі на доньках місцевих шляхтичів. Мав трьох синів: Миколая, Яна і Станіслава (майбутнього найбільшого магната Литви) та доньку Барбару.
Помер Станіслав Кезгайло у Вільнюсі 1527 року. Похований у Віленському катедральному Соборі.
У першій половині XV століття до 1447 року Кезгайло належав маєток Ігумен.